# Чоловік на ім'я Отто
Чоловік на ім'я Отто (англ. A Man Called Otto) — американський драмедійний фільм від режисера Марка Форстера. Це друга кіноадаптація роману «Чоловік на ім'я Уве» шведського письменника Фредріка Бакмана після фільму 2015 року «Людина на ім'я Уве» від режисера Ганнеса Голма. 
В головних ролях: Том Генкс, Маріана Тревіно, Рейчел Келлер, Мануель Гарсіа-Рульфо, Камерон Бріттон і Майк Бірбілья. Прем'єра фільму відбулась 30 грудня 2022 року, повноцінний прокат в США стартував 13 січня 2023 року .

## Сюжет
Отто — буркотун, який після втрати дружини відмежувався від людей та забув справжній смак життя. Проте все змінюється, коли чоловік зустрічає молоду сімейну пару, яка оселилась по сусідству. Поступово життя Отто знову наповнюється дружбою та любов’ю.

## У ролях
| Актор                 | Роль                |
| --------------------- | ------------------- |
| Том Генкс             | Отто                |
| Маріана Тревіно       | Марісоль            |
| Рейчел Келлер         | Соня                |
| Мануель Гарсіа-Рульфо | Томмі               |
| Камерон Бріттон       | Джиммі              |
| Майк Бірбілья         | агент з нерухомості |

## Виробництво
У вересні 2017 року стало відомо, що Том Генкс виконає головну роль в ремейку шведського фільму 2015 року «Людина на ім'я Уве», заснованого на романі «Чоловік на ім'я Уве» Фредріка Бакмана. Він також став продюсером фільму разом з Гарі Гетцманом, Рітою Вілсон і Фредріком Вікстремом Нікастро. В січні 2022 року на роль режисера фільму було призначено Марка Форстера, сценаристом кіноадаптації став Девід Магі. В лютому 2022 року було оголошено, що компанія Sony Pictures придбала права на фільм за суму близько 60 млн доларів США на Європейському кіноринку.

### Відбір акторів
До кінця січня 2022 року стало відомо, що окрім Тома Генкса в фільмі також знімуться Маріана Тревіно, Мануель Гарсіа-Рульфо і Рейчел Келлер. В березні того ж року до акторського складу приєднались Камерон Бріттон і Майк Бірбілья.

### Зйомки
Зйомки фільму розпочались в Піттсбурзі (штат Пенсільванія) в лютому 2022 року і завершились в травні 2022 року.